# Zielony Staw Jaworowy
Zielony Staw Jaworowy, Zielony Staw Jaworzyński, Zielony Staw pod Szeroką Jaworzyńską (słow. Zelené pleso, Zelené pleso Javorové, Zelené pleso Javorinské, niem. Grüner See, Javorova Grüner See, Javoriner Grüner See, węg. Zöld-tó, Jávor-völgyi Zöld-tó) – staw w słowackich Tatrach Wysokich, w górnej części Doliny Zielonej Jaworowej (Zelená Javorová dolina) – odnogi Doliny Jaworowej (Javorová dolina). Staw leży na wysokości 1815 m n.p.m., ma 0,75 ha powierzchni, 133 m długości, 81 m szerokości i 8,4 m głębokości (pomiary wymiarów stawu z lat 1961–1967). Ma owalny, dość regularny kształt. Otoczony jest łąkami wysokogórskimi (halami) i piargami.
Nie ma żadnego dopływu ani odpływu. Woda spływa do Zielonego Potoku Jaworowego (Zelený potok), lewobocznego dopływu Jaworowego Potoku (Javorinka), w całości podziemnie. Poziom wody w jeziorze wykazuje duże wahania – na zdjęciu satelitarnym wykonanym przy wysokim stanie wody 24 sierpnia 2004 r. Zielony Staw Jaworowy zajmuje powierzchnię ok. 1,45 ha przy wymiarach 168 × 118 m. Staw ten bywa stosunkowo długo zamarznięty.
W 1885 r. stał nad nim domek myśliwski księcia Christiana Hohenlohego. Obecnie nad staw nie prowadzi żaden szlak turystyczny, a cała Dolina Zielona objęta jest ścisłym rezerwatem TANAP-u.